# Michael Bothe
Michael Bothe (* 11. Juni 1938 in Berlin) ist ein deutscher Rechtswissenschaftler. Schwerpunkt seiner Tätigkeit ist der Bereich des Völkerrechts, insbesondere die Themen Friedenssicherungsrecht, Rüstungskontrolle, humanitäres Völkerrecht, internationales Umweltrecht und vergleichendes Staats- und Verfassungsrecht.

## Leben
Michael Bothe wurde 1938 in Berlin geboren und studierte ab 1957 Rechtswissenschaft und Internationale Beziehungen an den Universitäten Heidelberg, Hamburg und Genf. Im Jahr 1961 legte er in Heidelberg das erste und fünf Jahre später in Stuttgart das zweite juristische Staatsexamen ab. Ebenfalls 1966 erhielt er ein Diplom vom Institut universitaire de hautes études internationales (Institut für Internationale Studien) in Genf. Im folgenden Jahr wurde er zum Doktor der Rechtswissenschaft an der Universität Heidelberg mit einer Arbeit zu Streitkräften internationaler Organisationen promoviert.
Von 1964 bis 1979 war er wissenschaftlicher Mitarbeiter des Max-Planck-Instituts für ausländisches öffentliches Recht und Völkerrecht in Heidelberg. Mit einer staatsrechtlichen Schrift erlangte er im Jahr 1974 an der Universität Heidelberg die Habilitation. Während der internationalen diplomatischen Konferenz in Genf, die von 1974 bis 1977 die ersten beiden Zusatzprotokolle zu den Genfer Konventionen von 1949 ausarbeitete, gehörte er der Delegation des Deutschen Roten Kreuzes an. Von 1977 bis 1979 war er außerplanmäßiger Professor an der Universität Heidelberg, anschließend bis 1983 ordentlicher Professor an der Universität Hannover. 1983 wechselte er auf den Lehrstuhl für öffentliches Recht, Völker- und Europarecht an der Johann-Wolfgang-Goethe-Universität Frankfurt am Main, wo er von 1993 bis 1994 auch als Dekan des Fachbereichs Rechtswissenschaft fungierte und bis zu seiner Emeritierung im Jahr 2003 tätig war. Er war darüber hinaus Gastprofessor an verschiedenen ausländischen Universitäten und im Jahr 1994 Leiter des Forschungszentrums der Haager Akademie für Völkerrecht.
Michael Bothe leitet seit 1995 den „Fachausschuss Humanitäres Völkerrecht“ des Deutschen Roten Kreuzes (DRK) und war von 2001 bis 2005 Vorsitzender der Deutschen Gesellschaft für Völkerrecht. Er gehörte außerdem von 2001 bis 2011 der Internationalen humanitären Ermittlungskommission an und war ab 2007 deren Präsident. Von 2002 bis 2006 war er Forschungsgruppenleiter bei der Hessischen Stiftung für Friedens- und Konfliktforschung.
Im September 2019 gehörte er zu den etwa 100 Staatsrechtslehrern, die sich mit dem offenen Aufruf zum Wahlrecht Verkleinert den Bundestag! an den Deutschen Bundestag wandten.

## Auszeichnungen
- 1974 – Giuseppe-Ciardi-Preis (im Bereich Wehrrecht und humanitäres Völkerrecht)
- 1987 – Elizabeth-Haub-Preis (im Bereich Umweltrecht)
- 2017 – Henry-Dunant-Medaille

## Werke (Auswahl)
- Michael Bothe, Kay Hailbronner, Eckart Klein, Wolfgang Graf Vitzthum (Hrsg.): Völkerrecht. Walter de Gruyter, Berlin 1997, ISBN 3-11-012866-7.
- Michael Bothe, Allan Rosas, Natalino Ronzitti: The New Chemical Weapons Convention – Implementation and Prospects. Brill Academic Publishers, Leiden und Boston 1999, ISBN 9-04-111099-2.
- Michael Bothe, Horst Fischer, Christopher J. Greenwood, Dieter Fleck (Hrsg.): The Handbook of Humanitarian Law in Armed Conflicts. Oxford University Press, Oxford 2000, ISBN 0-19-829867-6.